# Станция Спортивная (команда КВН)
«Станция Спортивная» — команда КВН из Москвы, изначально представлявшая Московский институт экономики, менеджмента и права, позже выступавшая под эгидой АКБ «Мосстройэкономбанка». Вице-чемпионы Высшей лиги КВН 2011 года.

## История
Команда собралась в 2002 году в педагогическом институте физической культуры и спорта Московского городского педагогического университета, и принимать участие в играх КВН начала в 2003-м в воронежской лиге «Старт», где стала чемпионом. В 2004 году команда доходит до полуфинала в Краснодарской лиге КВН (тогда межрегиональной — то есть, лига третьего ранга).
После вице-чемпионства в центральной минской «Евролиге» в сезоне 2005 года «Станция Спортивная» приглашается в телевизионную Премьер-лигу, игры которой транслируются на «Первом канале». Пройдя отборочную игру, команда попадает в 1/8-ю финала, где занимает первое место. Беспроигрышная серия продолжается до финала, включительно, и «Станция Спортивная» становится первой командой, выигравшей Премьер-лигу, заняв по ходу сезона первые места на всех этапах. В качестве чемпиона команда автоматически попадает в самую главную лигу клуба — Высшую.
Два первых сезона Высшей лиги проходят для команды одинаково — она проходит 1/8-ю финала (в сезоне 2008 даже с первого места), но занимает последнее место в четвертьфинале. Не получается у команды и завоевать КиВиНа на ежегодном юрмальском «Голосящем КиВиНе». После проигрыша в четвертьфинале Высшей лиги в 2007 году команду приглашают продолжить сезон в Высшей украинской лиге в Киеве (четвёртой по значимости телевизионной лиги). Москвичи начинают сезон с полуфинала, выигрывают его, а потом и финал, став чемпионами сезона 2007. В эти годы команда также выступает в серии передач «Вне игры: Бенефис». На бенефисе команды КВН «Парни из Баку» получают приз — кепку бенефицианта Бахрама Багирзаде.
В 2009 году «Станция Спортивная» впервые доходит в Высшей лиге до полуфинала, показав в том сезоне свой самый известный номер — «Грузчик»: гимн студентов в реалиях мирового кризиса, вынуждающего людей работать грузчиками (на мотив ставшего в то время интернет-мемом клипа на песню «Jožin z bažin»).
Сезон 2010 команда пропускает. В конце июня того года у команды появляется спонсор — «Мосстройэкономбанк» (МСЭБ), благодаря которому ей удаётся принять участие в фестивале «Голосящий КиВиН» 2010. Там команда выигрывает своего первого и единственного КиВиНа — президентского (специальный приз от Александра Васильевича Маслякова команде, которую члены жюри не наградили). Эта награда позволит команде принять участие в фестивале 2011 года, на который приглашались только «КиВиНоносцы».
На фестиваль «КиВиН 2011» в Сочи «Станция Спортивная» не приезжает из-за проблем со спонсором, однако желания выступать в сезоне не теряет. Статус команды позволяет ей, разрешив все проблемы со спонсором, всё же вступить в сезон в качестве дополнительной, 21-й команды, и они подтвердились за несколько дней до четвёртой игры. На этапах 1/8-й финала, четвертьфинала и полуфинала «Станция» занимает первые места, но в финале проигрывает соперникам из Самары, команде «СОК», и заканчивает свою КВНовскую карьеру в качестве вице-чемпионов Высшей лиги.
В 2023 году команда приняла приглашение участвовать во Встрече Выпускников КВН, которая прошла 30 июня 2023 года в Екатеринбурге, и стала победителем этой игры.

## Состав команды

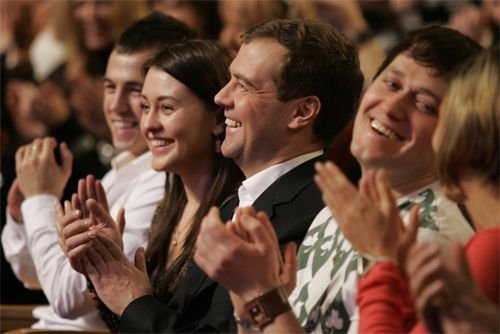
Константин Обухов (крайний слева, за Марией Кравченко), Иван Пышненко и Екатерина Никифоренко (справа) в зрительном зале на игре Высшей лиги КВН вместе с Дмитрием Медведевым

- Дмитрий Кожома — автор, актёр, играл капитанский конкурс в 2011 году[13];
- Иван Пышненко — капитан, автор, актёр[14];
- Константин Обухов — автор, актёр, директор;
- Алексей Никифоренко — автор, актёр;
- Владимир Порубаев — автор, актёр;
- Алексей Юрин — автор, выходящий персонаж, также был капитаном Нижегородской команды «НЗ» в Премьер-лиге;
- Дина Никитина — администратор;
- Дарья Овчукова-Суворова — реквизитор;
- Ксения Барабанова — реквизитор;
- Росита Евтух — администратор;
- Екатерина Никифоренко (Гашкова) — концертный директор, в сезонах 2003 и 2004 играла в Премьер-лиге за команду МЭИ.

## Деятельность после КВН
Иван Пышненко и Дмитрий Кожома — резиденты шоу «Comedy Club» c 2014-го по 2018-й год. В 2018 году Иван был одним из четырёх ведущих шоу «Шутники» на телеканале Че. В 2018—2019 годах Пышненко участвовал в перезапуске шоу «Слава Богу, ты пришёл!» на СТС в качестве постоянного актёра, а в 2021 в «Между нами шоу» на том же канале. В 2024 году Иван присоединился к актёрскому составу нового шоу на СТС «Русская Дорога».
Дмитрий Кожома в 2015 году вёл шоу «Большая кухня» вместе с Дмитрием Нагиевым, а также был постоянным участником третьего сезона шоу «Большой вопрос» (оба проекта выходили на СТС). 
Также Кожома и Пышненко в 2021—2022 годах выступали в шоу «Игра» и первом сезоне его перезапуска «Концерты» в составе коллектива «Сборная Нулевых» вместе с представителями других команд КВН: Александром Якушевым («ПриМа»), Андреем Мининым («Максимум»), Кириллом Рубаненко («Полиграф Полиграфыч»), Артёмом Филимоновым («Будка гласности») и Павлом Дедищевым («Сборная провинциальных городов»). В 2023 году Кожома и Пышненко приняли участие в шоу «Новые звёзды в Африке».
Константин Обухов работает в «Comedy Club Production» креативным продюсером шоу на канале ТНТ, с августа 2022 года по март 2023 года был генеральным продюсером RTVI, с марта 2023 — генеральный продюсер ТВ-3. С 2023 года генеральный продюсер нового шоу совместного производства АМиК и ТНТ под названием «Лига Городов».
Алексей Никифоренко — состоит в авторской группе Comedy Club Production, а также в 2022 году принимал участие в 4 сезоне «Импровизация. Команды» на ТНТ в составе коллектива «Нежные». 
Владимир Порубаев — с 2023 года вместе с Константином Обуховым один из продюсеров юмористического шоу «Лига Городов».
Алексей Юрин с 2012 по 2018 год был автором Comedy Club Production, в 2002—2014 годах был редактором межрегиональной лиги КВН «Плюс», с 2014 года — главный редактор официальной лиги МС КВН «Нижний Новгород», официальной лиги «Верхневолжье» и юниор-лиги «Нижний Новгород».